# Eduardo Berizzo
Eduardo Berizzo Magnolo (Cruz Alta, Córdoba, 13 de noviembre de 1969) es un exfutbolista y entrenador de fútbol argentino. Actualmente dirige al Club León de la Liga MX.
Durante su carrera profesional de 18 años jugó en seis equipos de cuatro países, principalmente Newell's Old Boys, River Plate y Celta de Vigo. Representó a la Argentina en dos torneos de la Copa América.
Ha dirigido en las ligas más importantes de Argentina, Chile y España, llevando a O'Higgins a sus primeros títulos importantes y haciéndose cargo de tres equipos de La Liga, incluido el Celta. También fue director técnico de las selecciones de Paraguay y Chile, acudiendo con el primero a dos ediciones de la Copa América.

## Trayectoria

### Como futbolista
Se formó en las inferiores de Newell's Old Boys, club al que llegó en 1982 gracias a la intervención de Marcelo Bielsa, que lo descubrió en un torneo infantil. Debutó con el primer equipo en 1988, donde llegó a coincidir con Bielsa. De la mano del Loco Bielsa lograron conquistar el Campeonato de Primera División 90-91, Campeonato Clausura '92 y el subcampeonato de la Copa Libertadores 1992. En Newell's, gracias a su gran nivel como defensor, fue titular indiscutido desde 1990 hasta 1993, cuando emigró a México. El Atlas de Guadalajara, dirigido por Marcelo Bielsa, fichó al central argentino en 1993.
En 1996, decidió regresar a su país y fichó por River Plate, que estaba buscando defensores. En River jugó junto a jugadores como (por mencionar a algunos) Ortega, Crespo, Salas, Francescoli, Sorín o Gallardo, bajo la dirección técnica del recién asumido Ramón Ángel Díaz, River Plate alcanzó su racha de campeonatos más memorable. Entre 1996 y 1997 ganó 4 títulos de forma consecutiva, entre ellos los Torneos locales Apertura ’96 y ’97, Clausura ’97,  y la Supercopa de 1997.
Antes de que River pudiera triunfar en el Apertura de 1999, Berizzo fue traspasado al Olympique de Marsella, de Francia, donde pasó seis meses jugando una veintena de partidos entre liga y Liga de Campeones 1999-00. A su regreso a River Plate, se volvió a proclamar campeón del Clausura '00. En diciembre del año 2000, Berizzo pasó a formar parte del Celta de Vigo, que en ese momento estaba en Primera División, y donde vivió su nivel más alto como futbolista. En los primeros meses como jugador celeste alcanzó la final de la Copa del Rey, que acabó perdiendo ante el Zaragoza. Anteriormente, Berizzo había sido el héroe al anotar dos goles en la eliminatoria de semifinales ante el F. C. Barcelona. En el equipo gallego pasó cinco temporadas, logrando el ascenso a Primera División en 2005, tras el descenso del año anterior. En verano de 2005, tras finalizar su contrato con el club celeste, el Cádiz CF le incorporó, completando una temporada hasta su retiro en 2006.

#### Selección nacional
Debutó el 9 de octubre de 1996, ante Venezuela, en un partido clasificatorio para el Mundial de 1998. Fue convocado para la Copa América de 1997 y 1999. El 15 de noviembre de 2000 jugó su decimotercer y último partido con la selección argentina, en una victoria por 0-2 ante Chile.

### Como entrenador
Entre 2007 y 2010 fue ayudante de campo de Marcelo Bielsa en la selección chilena. El propio Berizzo considera al técnico argentino como su maestro.

#### Estudiantes de La Plata
En febrero de 2011, fue nombrado entrenador del club Estudiantes de La Plata tras la renuncia de Alejandro Sabella. Su primer partido cuatro días después fue una victoria en casa por 2-1 sobre su antiguo club, Newell's. Renunció el 30 de mayo luego de una mala racha, incluida la eliminación de la Copa Libertadores por Cerro Porteño en los octavos de final.

#### O'Higgins
A fines de noviembre de 2011, se integró al cuerpo técnico del club O'Higgins de Chile, a pesar de algunos inconvenientes relacionados con su título de entrenador. El reclamo fue originado por el Instituto Nacional del Fútbol, la normativa de este organismo establece que los estrategas extranjeros deben convalidar los títulos cuando llegan al país con la aprobación de una federación asociada a la FIFA, esta no era la situación del "Toto" por lo que debió incurrir en la obtención de un permiso temporal dado por la ANFP hasta abril de 2012.
Solucionados sus problemas para trabajar, el primer semestre en el club rancagüino logró terminar segundo en la fase regular del Torneo de Apertura, pasando a fase de play-offs y clasificándose a la Copa Sudamericana 2012. El equipo venció en cuartos de final a Unión La Calera por 4-2 global, llegando a semifinales, hasta ese momento el mayor logro de O'Higgins. En esta ronda se encontró con Unión Española. Perdiendo la ida 1-0, en Rancagua O'Higgins ganó 2-1, empatando el resultado global a 2 goles, pero pasando el cuadro celeste a la final por mejor posición en la fase regular, logrando el mejor resultado del equipo en todos sus años de historia. En la final se topó con Universidad de Chile, ganando el partido de ida en Rancagua por 2-1, pero en la vuelta en Santiago perdieron por el mismo marcador. En penales, el equipo azul ganó 2-0, dejando a O'Higgins solamente con el subcampeonato.
Al semestre siguiente jugó la Copa Sudamericana y el torneo local. No se obtuvieron buenos resultados, ya que el equipo de la sexta región perdió en primera fase del torneo internacional contra Cerro Porteño por un marcador 3-7 global. En el Torneo de Clausura tampoco tuvo buenos resultados, ya que quedó 14.º en la fase regular, fuera de los play-offs. Un consuelo fue haber llegado a cuartos de final en la Copa Chile 2012/13, dejando fuera en octavos de final a Colo-Colo, dando la vuelta a una eliminatoria que en la ida había perdido 3-1, ganando en Rancagua por 5-1. Fue eliminado por Cobreloa por un marcador global de 3-4.
En 2013 se coronó campeón del Torneo Apertura con el conjunto rancagüino, siendo este el primer campeonato del cuadro de O'Higgins, en una final extraordinaria en cancha neutral, realizada en el Estadio Nacional de Chile derrotando 1-0 a Universidad Católica. Se despidió del club tras terminar el Torneo Clausura 2014 y ganando, además, el día 3 de mayo la Supercopa de Chile 2014.

#### Celta de Vigo
El 19 de mayo de 2014, Eduardo Berizzo fue anunciado como nuevo entrenador del Real Club Celta de Vigo para la temporada 2014-2015 de la Primera División, sustituyendo a Luis Enrique. Una de sus primeras decisiones fue la de pedir el fichaje de Tucu Hernández, al que había dirigido en O'Higgins. El conjunto celeste ocupó puestos europeos durante el primer tercio del campeonato y terminó en la 8.ª posición de la clasificación, a sólo 4 puntos de clasificarse para la Liga Europea de la UEFA. En su primera temporada en el club destacó la histórica victoria en el Camp Nou por 0 a 1, más de 70 años después de la anterior.
En la temporada 2015-2016, el equipo gallego volvió a situarse los cuatro primeros clasificados en las primeras jornadas; y esta vez terminó en 6.º puesto, clasificándose para la Liga Europa. Nuevamente, uno de los mejores partidos del equipo fue ante el FC Barcelona, al que derrotó por 4 a 1 en Balaídos. Por otra parte, alcanzó las semifinales de Copa del Rey, donde cayó ante el Sevilla, después de haber eliminado al Atlético de Madrid en un memorable partido a domicilio.
En su tercer y último año en el banquillo de Balaídos, el Celta de Vigo fue uno de los equipos más destacados de la Liga Europa, llegando a semifinales, donde cayó por un global de 2 a 1 ante el Manchester United, futuro campeón del torneo. Por otra parte, el equipo volvió a alcanzar las semifinales de Copa del Rey después de haber derrotado al Real Madrid (1-2) en el Santiago Bernabéu.
Al finalizar la temporada, Berizzo no llegó a un acuerdo con el club para renovar y dejó el equipo luego de tres notables temporadas.

#### Sevilla FC
El 7 de junio de 2017, el Sevilla Fútbol Club anunció oficialmente su incorporación como nuevo entrenador, firmando un contrato por 2 temporadas. El 21 de noviembre logró una espectacular remontada en Liga de Campeones, ante el Liverpool (3-3), tras ir perdiendo 0-3 hasta el minuto 50.
El 22 de noviembre, el Sevilla informó de que Berizzo padecía un cáncer de próstata. El 26 de noviembre, unos días antes de su operación, logró otra remontada (2-3) tras ir 2-0 en contra ante el Villarreal. El 15 de diciembre volvió a sentarse en los banquillos, después de ausentarse en cuatro encuentros debido a su operación.
El 22 de diciembre fue despedido como entrenador sevillista, tras dos partidos sin ganar (a los que se sumaban otros dos en los que estuvo ausente). El equipo andaluz era quinto con 29 puntos, tras 17 jornadas de Liga, y estaba clasificado para los octavos de final de la Liga de Campeones y de la Copa del Rey.

#### Athletic Club
El 31 de mayo de 2018 fue anunciado y presentado como nuevo técnico del Athletic Club. El 4 de diciembre de 2018, tras 13 partidos consecutivos sin ganar en Liga y con el equipo rojiblanco en puestos de descenso (18.º, con 11 puntos), se confirmó su destitución.

#### Selección de Paraguay
Eduardo Berizzo asumió la dirección técnica de la selección paraguaya en 2019 luego de la sorpresiva renuncia del colombiano Juan Carlos Osorio.
Su primer desafío sería la Copa América de Brasil de ese mismo año en la que sus dirigidos quedaron incrustados en el grupo B junto a Catar, Argentina y Colombia. Contra los asiáticos igualó 2-2, contra los albicelestes volvió a igualar, pero esta vez por 1-1, y en el último juego del grupo cayó 1-0 ante los cafeteros para así sumar solo 2 unidades que, increíblemente, alcanzaron para meter a Paraguay en los cuartos de final del torneo en mención y enfrentar a Brasil.
En esta instancia, el equipo de Berizzo igualó sin goles ante la Canarinha en un partido muy parejo que, a la postre, hubo que definir desde los 11 pasos quedando victoriosos los locales.
A pesar de lo sucedido, Berizzo recibió el visto bueno de la Asociación Paraguaya de Fútbol porque era evidente que Paraguay había mostrado ráfagas de buen juego ante Argentina y Brasil y porque, además, el principal objetivo del argentino era clasificar a los guaraníes a la Copa del Mundo, situación que no ocurre desde el Mundial de Sudáfrica de 2010.
Su siguiente desafío sería el premundial de Catar 2022 donde en las 6 primeras salidas de Paraguay acumuló 7 puntos fruto de una victoria ante Venezuela y 3 empates ante Perú, Argentina, Bolivia y Uruguay, más una derrota ante Brasil, dejando parcialmente a los paraguayos en el sexto lugar de la tabla.
A mediados de 2021, disputó la Copa América de ese año celebrada nuevamente en Brasil que vería como campeón a la Selección de Argentina. En esta ocasión los de Berizzo alcanzaron los cuartos de final de dicha competición al caer ante la selección de Perú desde los 11 pasos.
Berizzo fue relevado de sus funciones el 15 de octubre de 2021, luego de una derrota por 4-0 en Bolivia por las eliminatorias para la Copa del Mundo.

#### Selección de Chile
El 26 de mayo de 2022 fue nombrado como nuevo técnico de la selección chilena.
Después de un año y cinco meses al mando de la selección y debido a los malos resultados en las clasificatorias para el mundial de 2026,  decide presentar su renuncia como director técnico de la Selección Chilena el 17 de noviembre de 2023.

#### Club León
El 7 de septiembre de 2024, fue anunciado como entrenador del Club León en reemplazo de Jorge Bava.

## Clubes y estadísticas

### Como futbolista
| Club                    | País                | Año                 | Partidos | Goles |
| ----------------------- | ------------------- | ------------------- | -------- | ----- |
| C. A. Newell's Old Boys | Argentina           | 1990-1993           | 126      | 15    |
| C. Atlas de Guadalajara | México              | 1993-1996           | 40       | 6     |
| C. A. River Plate       | Argentina           | 1996-2000           | 144      | 13    |
| R. C. Celta de Vigo     | España              | 2001-2005           | 210      | 4     |
| Cádiz                   | España              | 2006-2008           | 76       | 7     |
| Total en su carrera     | Total en su carrera | Total en su carrera | 596      | 45    |

### Como entrenador

#### Clubes
| Equipo                 | Div.         | Temporada    | Liga  | Liga | Liga | Liga | Liga |       | Copa | Copa | Copa | Copa  |    | Internacional | Internacional | Internacional | Internacional | Internacional |   | Otros | Otros | Otros | Otros |     | Totales     | Totales | Totales | Totales | Totales | Totales | Totales | Totales |
| Equipo                 | Div.         | Temporada    | Part. | G    | E    | P    | Pos. | Part. | G    | E    | P    | Part. | G  | E             | P             | Pos.          | Part.         | G             | E | P     | Part. | G     | E     | P   | Rendimiento | GF      | GC      | Dif.    |         |         |         |         |
| ---------------------- | ------------ | ------------ | ----- | ---- | ---- | ---- | ---- | ----- | ---- | ---- | ---- | ----- | -- | ------------- | ------------- | ------------- | ------------- | ------------- | - | ----- | ----- | ----- | ----- | --- | ----------- | ------- | ------- | ------- | ------- | ------- | ------- | ------- |
| Estudiantes Argentina  | 1.ª          | 2010-11      | 15    | 5    | 4    | 6    | Inc. | -     | -    | -    | -    | 8     | 3  | 3             | 2             | 1/8           | -             | -             | - | -     | 23    | 8     | 7     | 8   | 44.92%      | 23      | 28      | -5      |         |         |         |         |
| Estudiantes Argentina  | Total        | Total        | 15    | 5    | 4    | 6    | -    | -     | -    | -    | -    | 8     | 3  | 3             | 2             | -             | -             | -             | - | -     | 23    | 8     | 7     | 8   | 44.92%      | 23      | 28      | -5      |         |         |         |         |
| O'Higgins · Chile      | 1.ª          | 2012         | 40    | 20   | 7    | 13   | 2.º  | 10    | 5    | 2    | 3    | 2     | 0  | 1             | 1             | 1ªF           | -             | -             | - | -     | 52    | 25    | 10    | 17  | 54.49%      | 89      | 68      | +21     |         |         |         |         |
| O'Higgins · Chile      | 1.ª          | 2013         | 17    | 9    | 4    | 4    | 4.º  | -     | -    | -    | -    | -     | -  | -             | -             | -             | -             | -             | - | -     | 17    | 9     | 4     | 4   | 60.78%      | 28      | 19      | +9      |         |         |         |         |
| O'Higgins · Chile      | 1.ª          | 2013-14      | 35    | 21   | 9    | 5    | 1.º  | 11    | 7    | 1    | 3    | 6     | 1  | 4             | 1             | FG            | 1             | 0             | 1 | 0     | 53    | 29    | 15    | 9   | 64.15%      | 74      | 39      | +35     |         |         |         |         |
| O'Higgins · Chile      | Total        | Total        | 92    | 50   | 20   | 22   | -    | 21    | 12   | 3    | 6    | 8     | 1  | 5             | 2             | -             | 1             | 0             | 1 | 0     | 122   | 63    | 29    | 30  | 59.56%      | 191     | 126     | +65     |         |         |         |         |
| Celta de Vigo · España | 1.ª          | 2014-15      | 38    | 13   | 12   | 13   | 8.º  | 4     | 2    | 0    | 2    | -     | -  | -             | -             | -             | -             | -             | - | -     | 42    | 15    | 12    | 15  | 45.23%      | 55      | 51      | +4      |         |         |         |         |
| Celta de Vigo · España | 1.ª          | 2015-16      | 38    | 17   | 9    | 12   | 6.º  | 8     | 5    | 2    | 1    | -     | -  | -             | -             | -             | -             | -             | - | -     | 46    | 22    | 11    | 13  | 55.8%       | 64      | 67      | -3      |         |         |         |         |
| Celta de Vigo · España | 1.ª          | 2016-17      | 38    | 13   | 6    | 19   | 13.º | 8     | 5    | 2    | 1    | 14    | 6  | 5             | 3             | 1/2           | -             | -             | - | -     | 60    | 24    | 13    | 23  | 47.22%      | 86      | 89      | -3      |         |         |         |         |
| Celta de Vigo · España | Total        | Total        | 114   | 43   | 27   | 44   | -    | 20    | 12   | 4    | 4    | 14    | 6  | 5             | 3             | -             | -             | -             | - | -     | 148   | 61    | 36    | 51  | 49.33%      | 205     | 207     | -2      |         |         |         |         |
| Sevilla · España       | 1.ª          | 2017-18      | 17    | 9    | 2    | 6    | Inc. | 2     | 2    | 0    | 0    | 8     | 3  | 4             | 1             | Inc.          | -             | -             | - | -     | 27    | 14    | 6     | 7   | 59.26%      | 43      | 37      | +6      |         |         |         |         |
| Sevilla · España       | Total        | Total        | 17    | 9    | 2    | 6    | -    | 2     | 2    | 0    | 0    | 8     | 3  | 4             | 1             | -             | -             | -             | - | -     | 27    | 14    | 6     | 7   | 59.26%      | 43      | 37      | +6      |         |         |         |         |
| Athletic Club · España | 1.ª          | 2018-19      | 14    | 1    | 8    | 5    | Inc. | 1     | 1    | 0    | 0    | -     | -  | -             | -             | -             | -             | -             | - | -     | 15    | 2     | 8     | 5   | 31.11%      | 18      | 23      | -5      |         |         |         |         |
| Athletic Club · España | Total        | Total        | 14    | 1    | 8    | 5    | -    | 1     | 1    | 0    | 0    | -     | -  | -             | -             | -             | -             | -             | - | -     | 15    | 2     | 8     | 5   | 31.11%      | 18      | 23      | -5      |         |         |         |         |
| León · México          | 1.ª          | 2024-A       | 11    | 3    | 5    | 3    | 11.º | -     | -    | -    | -    | -     | -  | -             | -             | -             | -             | -             | - | -     | 11    | 3     | 5     | 3   | 42.42%      | 15      | 13      | +2      |         |         |         |         |
| León · México          | 1.ª          | 2025-C       | 19    | 9    | 3    | 7    | 1/4  | -     | -    | -    | -    | -     | -  | -             | -             | -             | -             | -             | - | -     | 19    | 9     | 3     | 7   | 52.63%      | 27      | 26      | +1      |         |         |         |         |
| León · México          | 1.ª          | 2025-A       | 5     | 2    | 0    | 3    | -    | -     | -    | -    | -    | 3     | 0  | 1             | 2             | FG            | -             | -             | - | -     | 8     | 2     | 1     | 5   | 29.17%      | 5       | 12      | -7      |         |         |         |         |
| León · México          | Total        | Total        | 35    | 14   | 8    | 13   | -    | -     | -    | -    | -    | 3     | 0  | 1             | 2             | -             | -             | -             | - | -     | 38    | 14    | 9     | 15  | 44.73%      | 47      | 51      | -4      |         |         |         |         |
| Total clubes           | Total clubes | Total clubes | 287   | 122  | 69   | 96   | -    | 44    | 27   | 7    | 10   | 41    | 13 | 18            | 10            | -             | 1             | 0             | 1 | 0     | 373   | 162   | 95    | 116 | 51.92%      | 527     | 472     | +55     |         |         |         |         |
| 1. 2. 3. 4.            |              |              |       |      |      |      |      |       |      |      |      |       |    |               |               |               |               |               |   |       |       |       |       |     |             |         |         |         |         |         |         |         |

#### Selecciones
| Paraguay            | 2019                | 4   | 0   | 3  | 1  | 1/4 | -  | -  | -  | -  | -  | -  | -  | -  | - | 10 | 3 | 3 | 4 | 14  | 3   | 6   | 5   | 35.72% | 14  | 16  | -2  |
| Paraguay            | 2020                | -   | -   | -  | -  | -   | 4  | 1  | 3  | 0  | -  | -  | -  | -  | - | -  | - | - | - | 4   | 1   | 3   | 0   | 50%    | 6   | 5   | +1  |
| Paraguay            | 2021                | 5   | 2   | 1  | 2  | 1/4 | 8  | 1  | 3  | 4  | -  | -  | -  | -  | - | -  | - | - | - | 13  | 3   | 4   | 6   | 33.34% | 11  | 18  | -7  |
| Paraguay            | Total               | 9   | 2   | 4  | 3  | -   | 12 | 2  | 6  | 4  | -  | -  | -  | -  | - | 10 | 3 | 3 | 4 | 31  | 7   | 13  | 11  | 36.56% | 31  | 39  | -8  |
| Chile               | 2022                | -   | -   | -  | -  | -   | -  | -  | -  | -  | -  | -  | -  | -  | - | 7  | 0 | 3 | 4 | 7   | 0   | 3   | 4   | 14.29% | 2   | 9   | -7  |
| Chile               | 2023                | -   | -   | -  | -  | -   | 5  | 1  | 2  | 2  | -  | -  | -  | -  | - | 4  | 3 | 1 | 0 | 9   | 4   | 3   | 2   | 55.55% | 14  | 8   | +6  |
| Chile               | Total               | -   | -   | -  | -  | -   | 5  | 1  | 2  | 2  | -  | -  | -  | -  | - | 11 | 3 | 4 | 4 | 16  | 4   | 6   | 6   | 37.5%  | 16  | 17  | -1  |
| Chile Sub-23        | 2022                | -   | -   | -  | -  | -   | -  | -  | -  | -  | -  | -  | -  | -  | - | 2  | 2 | 0 | 0 | 2   | 2   | 0   | 0   | 100%   | 9   | 1   | +8  |
| Chile Sub-23        | 2023                | 5   | 4   | 1  | 0  | 2.º | -  | -  | -  | -  | -  | -  | -  | -  | - | 1  | 0 | 0 | 1 | 6   | 4   | 1   | 1   | 72.23% | 9   | 6   | +3  |
| Chile Sub-23        | Total               | 5   | 4   | 1  | 0  | -   | -  | -  | -  | -  | -  | -  | -  | -  | - | 3  | 2 | 0 | 1 | 8   | 6   | 1   | 1   | 79.17% | 18  | 7   | +11 |
| Total selecciones   | Total selecciones   | 14  | 6   | 5  | 3  | -   | 17 | 3  | 8  | 6  | -  | -  | -  | -  | - | 24 | 8 | 7 | 9 | 55  | 17  | 20  | 18  | 43.03% | 65  | 63  | +2  |
| Total en su carrera | Total en su carrera | 301 | 128 | 74 | 99 | -   | 61 | 30 | 15 | 16 | 41 | 13 | 18 | 10 | - | 1  | 0 | 1 | 0 | 428 | 179 | 115 | 134 | 50.78% | 592 | 535 | +57 |

##### Partidos dirigidos con selecciones
| Partidos dirigidos en la selección paraguaya | Partidos dirigidos en la selección paraguaya | Partidos dirigidos en la selección paraguaya | Partidos dirigidos en la selección paraguaya | Partidos dirigidos en la selección paraguaya | Partidos dirigidos en la selección paraguaya |
| N.º                                          | Fecha                                        | Lugar                                        | Rival                                        | Resultado                                    | Competición                                  |
| -------------------------------------------- | -------------------------------------------- | -------------------------------------------- | -------------------------------------------- | -------------------------------------------- | -------------------------------------------- |
| 1                                            | 22 de marzo de 2019                          | Nueva Jersey                                 | Perú                                         | 0-1                                          | Amistoso                                     |
| 2                                            | 26 de marzo de 2019                          | Santa Clara                                  | México                                       | 2-4                                          | Amistoso                                     |
| 3                                            | 5 de junio de 2019                           | Ciudad del Este                              | Honduras                                     | 1-1                                          | Amistoso                                     |
| 4                                            | 9 de junio de 2019                           | Asunción                                     | Guatemala                                    | 2-0                                          | Amistoso                                     |
| 5                                            | 16 de junio de 2019                          | Río de Janeiro                               | Catar                                        | 2-2                                          | Copa América 2019                            |
| 6                                            | 19 de junio de 2019                          | Belo Horizonte                               | Argentina                                    | 1-1                                          | Copa América 2019                            |
| 7                                            | 23 de junio de 2019                          | Salvador                                     | Colombia                                     | 0-1                                          | Copa América 2019                            |
| 8                                            | 27 de junio de 2019                          | Porto Alegre                                 | Brasil                                       | 0 (3)-0 (4)                                  | Copa América 2019                            |
| 9                                            | 5 de septiembre de 2019                      | Kashima                                      | Japón                                        | 0-2                                          | Amistoso                                     |
| 10                                           | 10 de septiembre de 2019                     | Amán                                         | Jordania                                     | 4-2                                          | Amistoso                                     |
| 11                                           | 10 de octubre de 2019                        | Kruševac                                     | Serbia                                       | 0-1                                          | Amistoso                                     |
| 12                                           | 13 de octubre de 2019                        | Bratislava                                   | Eslovaquia                                   | 1-1                                          | Amistoso                                     |
| 13                                           | 14 de noviembre de 2019                      | Sofía                                        | Bulgaria                                     | 1-0                                          | Amistoso                                     |
| 14                                           | 19 de noviembre de 2019                      | Riad                                         | Arabia Saudita                               | 0-0                                          | Amistoso                                     |
| 15                                           | 8 de octubre de 2020                         | Asunción                                     | Perú                                         | 2-2                                          | Eliminatorias Sudamericanas 2022             |
| 16                                           | 13 de octubre de 2020                        | Mérida                                       | Venezuela                                    | 1-0                                          | Eliminatorias Sudamericanas 2022             |
| 17                                           | 12 de noviembre de 2020                      | Buenos Aires                                 | Argentina                                    | 1-1                                          | Eliminatorias Sudamericanas 2022             |
| 18                                           | 17 de noviembre de 2020                      | Asunción                                     | Bolivia                                      | 2-2                                          | Eliminatorias Sudamericanas 2022             |
| 19                                           | 3 de junio de 2021                           | Montevideo                                   | Uruguay                                      | 0-0                                          | Eliminatorias Sudamericanas 2022             |
| 20                                           | 8 de junio de 2021                           | Asunción                                     | Brasil                                       | 0-2                                          | Eliminatorias Sudamericanas 2022             |
| 21                                           | 14 de junio de 2021                          | Goiânia                                      | Bolivia                                      | 3-1                                          | Copa América 2021                            |
| 22                                           | 21 de junio de 2021                          | Brasilia                                     | Argentina                                    | 0-1                                          | Copa América 2021                            |
| 23                                           | 24 de junio de 2021                          | Brasilia                                     | Chile                                        | 2-0                                          | Copa América 2021                            |
| 24                                           | 28 de junio de 2021                          | Río de Janeiro                               | Uruguay                                      | 0-1                                          | Copa América 2021                            |
| 25                                           | 2 de julio de 2021                           | Goiânia                                      | Perú                                         | 3 (3)-3 (4)                                  | Copa América 2021                            |
| 26                                           | 2 de septiembre de 2021                      | Quito                                        | Ecuador                                      | 0-2                                          | Eliminatorias Sudamericanas 2022             |
| 27                                           | 5 de septiembre de 2021                      | Asunción                                     | Colombia                                     | 1-1                                          | Eliminatorias Sudamericanas 2022             |
| 28                                           | 9 de septiembre de 2021                      | Asunción                                     | Venezuela                                    | 2-1                                          | Eliminatorias Sudamericanas 2022             |
| 29                                           | 7 de octubre de 2021                         | Asunción                                     | Argentina                                    | 0-0                                          | Eliminatorias Sudamericanas 2022             |
| 30                                           | 10 de octubre de 2021                        | Santiago                                     | Chile                                        | 0-2                                          | Eliminatorias Sudamericanas 2022             |
| 31                                           | 14 de octubre de 2021                        | La Paz                                       | Bolivia                                      | 0-4                                          | Eliminatorias Sudamericanas 2022             |

| Partidos dirigidos en la selección chilena | Partidos dirigidos en la selección chilena | Partidos dirigidos en la selección chilena | Partidos dirigidos en la selección chilena | Partidos dirigidos en la selección chilena | Partidos dirigidos en la selección chilena |
| N.º                                        | Fecha                                      | Lugar                                      | Rival                                      | Resultado                                  | Competición                                |
| ------------------------------------------ | ------------------------------------------ | ------------------------------------------ | ------------------------------------------ | ------------------------------------------ | ------------------------------------------ |
| 1                                          | 6 de junio de 2022                         | Daejeon                                    | Corea del Sur                              | 0-2                                        | Amistoso                                   |
| 2                                          | 10 de junio de 2022                        | Kōbe                                       | Túnez                                      | 0-2                                        | Copa Kirin 2022                            |
| 3                                          | 14 de junio de 2022                        | Suita                                      | Ghana                                      | 0 (1)-0 (3)                                | Copa Kirin 2022                            |
| 4                                          | 23 de septiembre de 2022                   | Barcelona                                  | Marruecos                                  | 0-2                                        | Amistoso                                   |
| 5                                          | 27 de septiembre de 2022                   | Viena                                      | Catar                                      | 2-2                                        | Amistoso                                   |
| 6                                          | 16 de noviembre de 2022                    | Varsovia                                   | Polonia                                    | 0-1                                        | Amistoso                                   |
| 7                                          | 20 de noviembre de 2022                    | Bratislava                                 | Eslovaquia                                 | 0-0                                        | Amistoso                                   |
| 8                                          | 27 de marzo de 2023                        | Santiago                                   | Paraguay                                   | 3-2                                        | Amistoso                                   |
| 9                                          | 11 de junio de 2023                        | Concepción                                 | Cuba                                       | 3-0                                        | Amistoso                                   |
| 10                                         | 16 de junio de 2023                        | Viña del Mar                               | República Dominicana                       | 5-0                                        | Amistoso                                   |
| 11                                         | 20 de junio de 2023                        | Santa Cruz de la Sierra                    | Bolivia                                    | 0-0                                        | Amistoso                                   |
| 12                                         | 8 de septiembre de 2023                    | Montevideo                                 | Uruguay                                    | 1-3                                        | Eliminatorias Sudamericanas 2026           |
| 13                                         | 12 de septiembre de 2023                   | Santiago                                   | Colombia                                   | 0-0                                        | Eliminatorias Sudamericanas 2026           |
| 14                                         | 12 de octubre de 2023                      | Santiago                                   | Perú                                       | 2-0                                        | Eliminatorias Sudamericanas 2026           |
| 15                                         | 17 de octubre de 2023                      | Maturín                                    | Venezuela                                  | 0-3                                        | Eliminatorias Sudamericanas 2026           |
| 16                                         | 16 de noviembre de 2023                    | Santiago                                   | Paraguay                                   | 0-0                                        | Eliminatorias Sudamericanas 2026           |

| Partidos dirigidos en la selección chilena sub-23 | Partidos dirigidos en la selección chilena sub-23 | Partidos dirigidos en la selección chilena sub-23 | Partidos dirigidos en la selección chilena sub-23 | Partidos dirigidos en la selección chilena sub-23 | Partidos dirigidos en la selección chilena sub-23 |
| N.º                                               | Fecha                                             | Lugar                                             | Rival                                             | Resultado                                         | Competición                                       |
| ------------------------------------------------- | ------------------------------------------------- | ------------------------------------------------- | ------------------------------------------------- | ------------------------------------------------- | ------------------------------------------------- |
| 1                                                 | 31 de agosto de 2022                              | Iquique                                           | Perú                                              | 1-0                                               | Amistoso                                          |
| 2                                                 | 3 de diciembre de 2022                            | Linares                                           | Deportes Linares                                  | 8-1                                               | Amistoso                                          |
| 3                                                 | 25 de enero de 2023                               | Valparaíso                                        | Santiago Wanderers                                | 0-5                                               | Amistoso                                          |
| 4                                                 | 23 de octubre de 2023                             | Viña del Mar                                      | México                                            | 1-0                                               | Juegos Panamericanos                              |
| 5                                                 | 26 de octubre de 2023                             | Valparaíso                                        | Uruguay                                           | 1-0                                               | Juegos Panamericanos                              |
| 6                                                 | 29 de octubre de 2023                             | Viña del Mar                                      | República Dominicana                              | 5-0                                               | Juegos Panamericanos                              |
| 7                                                 | 1 de noviembre de 2023                            | Valparaíso                                        | Estados Unidos                                    | 1-0                                               | Juegos Panamericanos                              |
| 8                                                 | 4 de noviembre de 2023                            | Viña del Mar                                      | Brasil                                            | 1-1 (2-4)                                         | Juegos Panamericanos                              |

#### Resumen por competiciones
| Competición                   | Partidos | Ganados | Empatados | Perdidos | %      | Resultado        |
| Clubes                        | Clubes   | Clubes  | Clubes    | Clubes   | Clubes | Clubes           |
| ----------------------------- | -------- | ------- | --------- | -------- | ------ | ---------------- |
| Primera División de Argentina | 15       | 5       | 4         | 6        | 42.22% | 13.º lugar       |
| Primera División de Chile     | 92       | 50      | 20        | 22       | 61.6%  | Campeón          |
| Primera División de España    | 145      | 53      | 37        | 55       | 45.06% | 6.º lugar        |
| Copa Chile                    | 21       | 12      | 3         | 6        | 61.9%  | Cuartos de final |
| Supercopa de Chile            | 1        | 0       | 1         | 0        | 33.33% | Campeón          |
| Copa del Rey                  | 23       | 15      | 4         | 4        | 71.02% | Semifinales      |
| Liga MX                       | 35       | 14      | 8         | 13       | 47.62% | Cuartos de final |
| Copa Libertadores             | 14       | 4       | 7         | 3        | 45.24% | Octavos de final |
| Copa Sudamericana             | 2        | 0       | 1         | 1        | 16.67% | Primera fase     |
| Liga de Campeones de la UEFA  | 8        | 3       | 4         | 1        | 54.17% | Octavos de final |
| Liga Europa de la UEFA        | 14       | 6       | 5         | 3        | 54.76% | Semifinales      |
| Leagues Cup                   | 3        | 0       | 1         | 2        | 11.11% | Fase de grupos   |
| Total clubes                  | 373      | 162     | 95        | 116      | 51.92% | 2 Títulos        |
| Selección                     |          |         |           |          |        |                  |
| Clasificación de Conmebol     | 17       | 3       | 8         | 6        | 33.34% | 8.º lugar        |
| Copa América                  | 9        | 2       | 4         | 3        | 37.03% | Cuartos de final |
| Juegos Panamericanos          | 5        | 4       | 1         | 0        | 86.67% | Subcampeón       |
| Amistosos                     | 24       | 8       | 7         | 9        | 41.66% | +8 PG            |
| Total selección               | 55       | 17      | 20        | 18       | 43.03% | Sin Títulos      |
| Total en su carrera           | 428      | 179     | 115       | 134      | 50.78% | 2 Títulos        |

## Palmarés

### Como jugador

#### Campeonatos nacionales
| Título           | Club              | País      | Año     |
| ---------------- | ----------------- | --------- | ------- |
| Primera División | Newell's Old Boys | Argentina | 1990/91 |
| Primera División | Newell's Old Boys | Argentina | 1992-C  |
| Primera División | River Plate       | Argentina | 1996-A  |
| Primera División | River Plate       | Argentina | 1997-C  |
| Primera División | River Plate       | Argentina | 1997-A  |
| Primera División | River Plate       | Argentina | 2000-C  |

#### Copas internacionales
| Título                 | Club        | Sede      | Año  |
| ---------------------- | ----------- | --------- | ---- |
| Supercopa Sudamericana | River Plate | Argentina | 1997 |

### Como entrenador

#### Campeonatos nacionales
| Título                    | Club      | País  | Año    |
| ------------------------- | --------- | ----- | ------ |
| Primera División de Chile | O'Higgins | Chile | 2013-A |
| Supercopa de Chile        | O'Higgins | Chile | 2014   |

#### Campeonatos internacionales
| Título               | Club         | Sede     | Año  |
| -------------------- | ------------ | -------- | ---- |
| Juegos Panamericanos | Chile sub-23 | Santiago | 2023 |

### Distinciones individuales
| Distinción                                                             | Año  |
| ---------------------------------------------------------------------- | ---- |
| Llaves de la Ilustre Municipalidad de Rancagua                         | 2014 |
| Medalla Santa Cruz de Triana                                           | 2014 |
| Reconocimiento Gobierno Regional de O'Higgins                          | 2014 |
| Mejor Entrenador de LaLiga Santander en enero                          | 2017 |
| Incluido en los 32 entrenadores de la UEFA, por la revista FourFourTwo | 2017 |